# Teodor Kravál
Teodor Kravál (* 14. března 1991, Plzeň) je český učitel, spisovatel, hudebník, slampoetry performer. 
Jeho umělecká tvorba často pracuje s prvky ironie a vychází ze života v Sudetech.
Zajímá se o dění v Karlovarském kraji, kde žije a působí. Snaží se v mladých lidech probudit podobný zájem, a to i za pomoci facebookové a instagramové stránky „Mrtvý kraj“.

## Knihy
Podílel se na knize Nervy v čokoládě (2015). Jedná se o knihu, na které se podílelo 9 lidí se stejným tématem - nervy v čokoládě. Ze stejného zadání vzniklo devět různých povídek.
Knižní projekty, pod kterými jen podepsán jen on, jsou dvě sbírky básní - Pavilon Balast (2017) a Řez rybou (2021).
Další projekt, na kterém se podílel, je „Přehnaných nadějí 43“.
Publikoval také v časopisech Host, Tvar, Weles, Artikl, Partonyma aj.

## Divadlo
Karlovarské divadelní studio D3 uvádělo jeho hru V Kadani je krásně.
Se studiem D3 spolupracoval i jako herec titulní role v komedii Zrzek. Hra je napsána na motivy života Daniila Charmse. „Tvorba Daniila Charmse je úzce propletena s jeho osudem. ,Zrzek‘ je poetické zrcadlo, ve kterém se odráží obrazy jeho tvorby a události jeho života.“ 

## Kulturní akce
Pořádá putovní festival autorského čtení Samý Kecy a společně s Filipem Korytou pořádá festival Periferie.
Objevuje se jako účinkující na různých slamových akcích a je možné ho vidět například i v rámci improvizační show Nevyžádaná rada. 
Je členem Hellbogen („Verbálně punkový projekt Teodora Kravála, Víti Adamce a Vladimíra Kalného“ )

## Nová Bába
Teodor je kytaristou a zpěvákem kapely Nová Bába. Kapela vznikla v roce 2015 a od té doby mají na kontě čtyři desky.
Deska Přijeli jsme zahrát, ale neměli jsme komu je jejich první deskou, která se nahrávala ve studiu. Obsahuje čtyři písně a je dlouhá 21 minut.

## Teodor učitelem
Učí na soukromém gymnáziu Mánesova (Gymnázium, základní škola a mateřská škola Mánesova). Zde učí humanitní blok na gymnáziu a český jazyk na druhém stupni základní školy.
Školu si vybral na základě přístupu, kterým se na škole vyučuje.